# 孫人龍
孫人龍（？—？），字端人、約亭、頤齋，浙江省湖州府烏程縣（今浙江省湖州市）人，清朝政治人物、進士出身。

## 生平
雍正八年（1730年）登庚戌科進士，改庶吉士。后擔任翰林院編修。雍正十三年，擔任雲南學政。后升任右中允。乾隆九年，擔任廣東肇高學政。乾隆十九年，擔任會試同考官。